# Urdan Iturri
Urdan Iturri es el nombre de una variedad cultivar de manzano (Malus domestica). Esta manzana está cultivada en diversos viveros entre ellos algunos dedicados a conservación de árboles frutales en peligro de desaparición. La manzana 'Urdan Iturri Sagarra' es originaria de Guipúzcoa, donde tuvo su mejor época de cultivo comercial en la década de 1960, y actualmente en menor medida aún se encuentra. Muy apreciada y abundante en tiempos pasados, hoy casi desaparecida, siendo cultivada de nuevo para la elaboración de sidra.

## Sinónimos
- "Manzana Urdan Iturri",[6][7][8]
- "Urdan Iturri Sagarra",
- "Manzana de la Fuente Urdan".

## Historia
'Urdan Iturri' es una variedad de manzana cultivada en Guipúzcoa está considerada incluida en las variedades locales autóctonas muy antiguas, cuyo cultivo se centraba en comarcas muy definidas. Se caracterizaban por su buena adaptación a sus ecosistemas y podrían tener interés genético en virtud de su adaptación. Estas se podían clasificar en dos subgrupos: de mesa y de sidra (aunque algunas tenían aptitud mixta).
'Urdan Iturri' es una variedad mixta, clasificada como de mesa, cocina, también se utiliza en la elaboración de sidra; difundido su cultivo en el pasado por los viveros comerciales y cuyo cultivo en la actualidad se ha incrementado en su uso para elaboración de sidra.

## Características
El manzano de la variedad 'Urdan Iturri' tiene un vigor fuerte; florece a finales de abril; tubo del cáliz en forma de embudo corto, y con los estambres situados en su mitad.
La variedad de manzana 'Urdan Iturri' tiene un fruto de tamaño más bien grande; forma algo cónica con irregularidades, con contorno asimétrico; piel gruesa y blanda, algo cerosa; con color de fondo verde claro que amarillea al madurar, siendo el color del sobre color ausente, acusa punteado con multitud de puntitos grises algunos ruginosos, y una sensibilidad al "russeting" (pardeamiento áspero superficial que presentan algunas variedades) débil; pedúnculo grueso y muy corto, por debajo de los bordes, anchura de la cavidad peduncular es amplia, profundidad de la cavidad pedúncular es poco profunda con los bordes irregulares, fondo ruginoso que no sobresale por los bordes, y con una  importancia del "russeting" en cavidad peduncular media; anchura de la cavidad calicina amplia, profundidad de la cav. calicina poco profunda, fruncido en las paredes en el interior de la cavidad sobre los sépalos, bordes suavemente ondulados, y de la importancia del "russeting" en cavidad calicina débil; ojo pequeño y entreabierto; sépalos triangulares y muy carnosos en la base.
Carne de color blanco-amarillento; textura esponjosa, de poco zumo, bastante aroma; sabor característico de la variedad, dulce-insípido; corazón de tamaño medio, desplazado; eje abierto; celdas arriñonadas, cartilaginosas; semillas aristadas, puntiagudas, de tamaño medio, color marrón claro uniforme.
La manzana 'Urdan Iturri' tiene una época de maduración y recolección media en el otoño, se recolecta en septiembre. Tiene uso múltiple pues se usa como manzana de cocina, mesa, y también como manzana para elaboración de sidra. Variedad casi extinguida.